# مصطفى دوغان
مصطفى دوغان (بالتركية: Mustafa Doğan؛ بالألمانية: Mustafa Doğan) هو لاعب كرة قدم تركي وألماني، ولد في 1976 في إسبرطة في تركيا. شارك مع منتخب ألمانيا تحت 21 سنة لكرة القدم ومنتخب ألمانيا لكرة القدم. أما مع النوادي، فقد لعب مع نادي بشكتاش ونادي فنربخشة ونادي كولن.

## وصلات خارجية
- مصطفى دوغان على موقع الاتحاد الدولي (مؤرشف)  (الإنجليزية)
- مصطفى دوغان على موقع اتحاد تركيا (لاعب) (الإنجليزية)
- مصطفى دوغان على موقع قاعدة بيانات كرة القدم.إي يو (الإنجليزية)
- مصطفى دوغان على موقع بيانات كرة القدم. دي إي (الألمانية)
- مصطفى دوغان على موقع ناشيونال فوتبول تيمز (الإنجليزية)
- مصطفى دوغان على موقع عالم كرة القدم.نت (الإنجليزية)